# Secrétariat d'État au Développement constitutionnel (Espagne)
Le secrétariat d'État au Développement constitutionnel d'Espagne (en espagnol : Secretaría de Estado para el Desarrollo Constitucional) est le secrétariat d'État chargé des affaires liées au nouvel ordre constitutionnel.
Il relève du ministère de la Présidence.

## Titulaires
| Titulaire | Titulaire           | Début      | Fin        | Parti | Ministre                |
| --------- | ------------------- | ---------- | ---------- | ----- | ----------------------- |
|           | Juan Antonio Ortega | 12.05.1979 | 06.05.1980 | UCD   | José Pedro Pérez-Llorca |